# Černobílej svět
Černobílej svět è il quinto album in studio del rapper ceco Viktor Sheen, pubblicato il 16 maggio 2019.

## Tracce
Testi di Viktor Dundiç, musiche di Ivanoff, eccetto dove indicato.
1. Černobílej svět – 2:41 (musica: Sain)
2. Demons (feat. Nik Tendo) – 3:22 (testo: Viktor Dundiç, Dominik Citta – musica: Decky)
3. Zlato – 3:12 (musica: Pilate)
4. Nápisy – 2:38
5. Deja Vu (feat. Yzomandias) – 3:17 (testo: Viktor Dundiç, Jakub Viček – musica: Decky)
6. RIP (feat. Karlo) – 3:08 (testo: Viktor Dundiç, Juraj Čaba – musica: Decky)
7. Až na měsíc (feat. Hasan, Calin & Nik Tendo) – 3:28 (testo: Viktor Dundiç, Calin Panfili, Dominik Citta, Josef Andreas)
8. Barvy – 3:04
9. Andělé skit – 0:55
10. Příběhy – 2:37
11. Alkohol a Molly – 2:44 (musica: Kyle Junior)
12. Cizí sny (feat. Luisa) – 3:25 (testo: Viktor Dundiç, Luisa Bertoková – musica: Decky)
13. 3 kolesa – 2:48
14. Nekonečno – 3:41 (musica: Leryk)
15. Mráz – 3:15

## Formazione
Musicisti
- Viktor Sheen – voce
- Nik Tendo – voce aggiuntiva (tracce 2 e 7)
- Yzomandias – voce aggiuntiva (traccia 5)
- Karlo – voce aggiuntiva (traccia 6)
- Hasan – voce aggiuntiva (traccia 7)
- Calin – voce aggiuntiva (traccia 7)
- Luisa – voce aggiuntiva (traccia 12)
- František Bielik – chitarra

Produzione
- Sain – produzione (traccia 1)
- Decky – produzione (tracce 2, 5, 6 e 12)
- Pilate – produzione (traccia 3)
- Ivanoff – produzione (tracce 4, 7, 8, 10, 13 e 15)
- Kyle Junior – produzione (traccia 11)
- Leryk – produzione (traccia 14)
- D Kop – mastering

## Classifiche

### Classifiche settimanali
| Classifica (2019) | Posizione massima |
| ----------------- | ----------------- |
| Repubblica Ceca   | 1                 |
| Slovacchia        | 1                 |

### Classifiche di fine anno
| Classifica (2019) | Posizione |
| ----------------- | --------- |
| Repubblica Ceca   | 3         |
| Classifica (2020) | Posizione |
| Repubblica Ceca   | 3         |